# Kaawatina
Kaawatina is een geslacht van weekdieren uit de klasse van de Gastropoda (slakken).

## Soort
- Kaawatina turneri Bartrum & Powell, 1928 †